# 178 aC
El 178 aC va ser un any del calendari romà prejulià. Durant la República i l'Imperi Romà es coneixia com l'Any del Consolat de Brut i Vulsó o també any 576 Ab urbe condita o de la fundació de la ciutat). L'ús del nom «178 aC» per referir-se a aquest any es remunta a l'alta edat mitjana, quan el sistema Anno Domini va ser el mètode de numeració dels anys més comú a Europa.

## Esdeveniments

### Imperi Selèucida
- Seleuc IV Filopàtor signa un tractat d'aliança amb Perseu de Macedònia i fins i tot li dona la seva pròpia filla Laodice com a esposa, preparant un conflicte amb els romans.[2]

### Antiga Roma
- Aquest any són elegits cònsols Marc Juni Brut i Aulus Manli Vulsó.[3]
- Vulsó rep la Gàl·lia Cisalpina com a província i sense consultar al senat marxa contra els istris però no té èxit en la seva campanya. Brut també fa la guerra contra els istris als que aconsegueix sotmetre completament l'any següent (177 aC).[4]

### Hispània
- El pretor Luci Postumi Albí celebra el seu triomf a Roma després de la conquesta dels vacceus i lusitans durant el seu mandat en la província de la Hispània Ulterior.[5]